# Matilde Landeta
Matilde Soto Landeta (Cidade do México, 20 de setembro de 1910 - Cidade do México, 26 de janeiro de 1999) foi uma cineasta e roteirista mexicana, a única mulher a dirigir um longa-metragem durante o período de ouro do cinema mexicano. Seus filmes se concentraram na representação de protagonistas femininas fortes e realistas em um mundo patriarcal.

## Biografia
Matilde Landeta nasceu na Cidade do México em uma família rica, filha de Gregorio Soto Conde e Matilde Landeta Dávalos. Após o falecimento de sua mãe aos três anos de idade, Landeta mudou-se para San Luis, Potosí, onde foi criada por sua tia e sua avó. Ela voltou para a Cidade do México, onde continuou seus estudos em um mosteiro.
Seu amor pelo cinema nasceu quando ela assistiu ao filme Old San Francisco durante uma viagem aos Estados Unidos, mas sua família não apoiava sua decisão de se tornar cineasta. Isso criou um conflito muito forte que prejudicou seus laços familiares. Durante uma de suas entrevistas, no entanto, ela fala sobre como isso foi resolvido em um Natal em que ela visitou sua família durante as férias.
Durante a Revolução Mexicana, quando tinha cerca de seis anos, ela testemunhou um grupo de mulheres e crianças em busca de arroz que havia caído a caminho da propriedade de sua avó. Tendo visto isso, Landeta implorou para que sua avó alimentasse os pobres com parte do arroz armazenado, ela relata o caso como o momento em que passou a perceber as diferenças de classe social no México. Esta experiência deixou uma grande marca sobre ela e cresceu alinhando a si e a seus filmes em direção à "esquerda". Seu objetivo era mostrar a pobreza que assolava seu país.
Em 1933, Landeta casou-se com um coronel de Sonora que se chamava Martín Toscano Rodríguez. Quando Martín a pediu em casamento, ela deixou claro que tinha um compromisso com a carreira de cineasta, com o qual o coronel afirmou não ter problemas. Eles se divorciaram 10 anos depois porque Landeta não queria ter filhos, depois de ter sofrido um aborto espontâneo. Em entrevista para o filme Matilde Landeta (1992) ela fala sobre uma gravidez não planejada que resultou em um bebê doente que morreu após três dias de parto. E que depois disso teve certeza que não queria ter filhos.
Depois de 18 anos trabalhando como scripter, assistente de direção, roteirista e diretora, os repetidos boicotes a sua carreira, ela se afastou dos estúdios mexicanos, mas nunca deixou de se dedicar ao cinema. Durante esse tempo, dirigiu e escreveu 110 curtas-metragens de 30 min. cada para a televisão americana; Esta série de histórias traduzidas para o espanhol para toda a América Latina com o título Howdy Doody. Ela também deu aulas de cinema no Instituto Cinematográfico, a primeira escola formal de cinema, dirigida por Celestino Gorostiza, e História do Cinema na Academia Andrés Soler. Fundou a Sala Tlalpan, no bairro homônimo, para divulgar o cinema mexicano. Assumiu o cargo de supervisão de scripts no Banco de Scripts da SOGEM (General Society of Escritores do México). Escreveu os roteiros de três filmes; por um deles, El Camino de la Vida, de Alfonso Corona, em 1957 recebeu o prêmio Ariel, na categoria de melhor argumento.
Entre 1983 e 1986 foi Presidente da Comissão de Premiação da Academia de Artes e Ciências Cinematográficas do México. Landeta também lecionou no Instituto Cinematográfico, a primeira escola de cinema do México; e presidiu duas vezes a Academia de Artes e Ciências Cinematográficas do México. Em 2004, foi criada a Associação Cultural Matilde Landeta dedicada a promover a participação feminina no cinema através de bolsas para mulheres roteiristas.

## Carreira
Em 1931, seu irmão, Eduardo Landeta, começou a trabalhar como ator, e foi contratado para um personagem secundário em um filme dirigido por Arcady Boytler. Matilde passou a frequentar o set para visitar seu irmão. Durante uma de suas visitas, Miguel Zacarias ofereceu um emprego como maquiadora, mas ela estava ansiosa por mais. Na época, as mulheres raramente tinham permissão para trabalhar em departamentos fora de maquiagem ou figurino, mas Matilde tinha uma vantagem que a permitiu se tornar uma supervisora de roteiro, ela sabia falar inglês. Então em 1932, Miguel a deu uma chance como supervisora de roteiro.
Embora tenha cumprido a função muito bem, em diversos filmes renomados do cinema mexicano da época, ela não conseguia ascender a função de Assistente de Direção, caminho que ela considerava necessário para se tornar diretora. Após diversas recusas de promovê-la a assistente de direção e ela se vestiu de homem, com bigodes falsos e um chapéu durante as filmagens de La guerra de los pasteles. Ao chegar ao set, Landeta começou a gritar "SILÊNCIO", assim como um assistente de direção faria antes de começar uma nova tomada, quando o set todo silenciou ela provou que era capaz. A decisão de promovê-la foi tomada antes de uma assembléia geral do sindicato. Ela se tornou uma diretora adjunta, cargo que ocupou entre 1945 e 1947  e seu contrato de exclusividade com a Films Mundiales durante a Idade de Ouro do Cinema no México lhe permitiu aprender todos os aspectos da produção cinematográfica trabalhando em alguns dos filmes mais conhecidos da época, ao lado de diretores como Emilio Fernández, Julio Bracho, René Cardona e Roberto Gavaldón.
A partir daí, ela começou seus planos para se tornar uma diretora, mas apesar de trabalhar no setor por muitos anos, ela não recebeu nenhum apoio. As produtoras se recusaram a financiar seus filmes, e o sindicato também se recusou a apoiá-la. E decidiu se auto-financiar e arriscar para lançar seus filmes.

### Lola Casanova
O primeiro longa-metragem de Landeta, Lola Casanova (1948), baseado no romance antropológico de Rojas González, custou 16.000 pesos. Como não encontrou apoio financeiro, junto de seu irmão Eduardo e de González, fundaram a produtora TACMA SA De C.V. Landeta e seu irmão venderam os carros, pediram ajuda à família e Landeta chegou até a hipotecar a própria casa para realizar o filme.
Para salvar o pai da falência, a jovem Lola (Meche Barba) fica noiva de Néstor Ariza (José Baviera), apesar de amar outro. Enquanto viajava para Hermosillo para o casamento, Lola e seus companheiros são atacados por um bando de índios Seri liderados por Coyote Iguana (Armando Silvestre). A jovem é a única sobrevivente do ataque e permanece sob os cuidados das mulheres da tribo. Viver com os nativos mudará para sempre sua maneira de pensar e despertará seu amor por seu captor. 
A diretora afirma que escolheu adaptar Lola Casanova como sua estréia na direção porque a história representava a vida e dos costumes dos mexicanos indígenas e do esforço de uma mulher obstinada para mediar sua transição para a sociedade. No entanto, as empresas de distribuição boicotaram seu filme. Assim que ela terminou de rodá-lo, um rolo inteiro de negativo filmado foi perdido pelo estúdio e Landeta foi forçada a esperar pelo lançamento de seu filme mais de um ano após sua conclusão. Mesmo assim, o estúdio estreou seu filme como um filme B em uma terça-feira durante a Semana Santa.

### La Negra Angustias
Seu segundo longa-metragem, La Negra Angustias (1950),  além de boicotado como seu primeiro filme, recebeu duras críticas de seus colegas da indústria. Dali em diante, seu nome e reputação como diretora começaram a declinar exponencialmente dentro da indústria.

### Trotacalles
Em seu terceiro filme, Trotacalles (1951) Landeta trata do tema da infidelidade. 
Um rico banqueiro bate com seu carro em uma prostituta que é irmã de sua esposa. O parceiro da prostituta se dedica a enganar mulheres ricas e se torna amante de sua esposa. A prostituta tenta impedi-la, mas sua irmã não acredita nela. O marido percebe a traição e prende os amantes que planejam fugir com documentos importantes. A prostituta tenta impedir o invasor e a mata. Por sua vez, ele é morto pela polícia. A esposa volta para casa pensando que passou despercebida, mas seu marido tira-lhe todos os seus pertences e a joga na rua, onde ela se prostitui.
Trotacalles mostra que duas irmãs localizadas em pólos opostos terminam sendo iguais. Ambas entregam seus corpos para viver: Elena (Miroslava) se casa com um homem rico, María (Elda Peralta) é uma prostituta. Ambas falharam no amor e compartilharam seus  homens. Elena é exibida pelo marido como mercadoria, María o faz sozinha. Neste filme, vemos mulheres que desejam poder, dinheiro ou prazer sexual.
“Em geral, nos filmes feitos por homens, eles redimem as mulheres. Elas perdoam suas transgressões e seguem em frente com eles a ponto de transformá-los em santos. Eu não acredito que isso seja verdade. As mulheres se redimem quando querem! Não há homem que seja capaz de redimi-las. Em vez de fazer uma história de mulheres altruístas, eu queria criar uma história de mulheres que haviam feito algo na vida. Eu queria fazer meus filmes sobre mulheres que eu sei e sinto que são verdadeiras. "  Para um setor da historiografia do cinema mexicano, a trilogia de filmes realizada por Matilde Landeta nos anos 1940 representa uma atitude desafiadora do feminismo cinematográfico.
Ao terminar Trotacalles, Landeta decidiu dar um tempo nas filmagens. Ela foi contratada por uma empresa americana para traduzir curtas da televisão americana para o espanhol para distribuição em toda a América Latina. “No início, eu estava entusiasmada para fazer uma pausa de todas as lutas, receber um bom salário por um tempo e recuperar o que havia investido. Passei mais de um ano fazendo esses curtas de meia hora para os americanos. Eram esses curtas com nomes estranhos chamados Howdy Doody (1953), um nome que em espanhol não significa absolutamente nada. " 
Matilde Landeta acabou de traduzir os curtas e decidiu voltar a fazer cinema, mas foi impedida de fazer outro filme, embora tenha escrito mais alguns roteiros e montado um documentário a partir de imagens antigas em 1983. Só em 1991 retornaria aos sets, quando fez seu último longa-metragem, Nocturno a Rosario (1991). Baseado em um poema de Manuel Acuña e um momento significativo na história mexicana, quando o México foi ultrapassado por um domínio francês. "O que me interessou nessa história foi a maneira como o povo sofria nas mãos dos intelectuais que trouxeram esse domínio estrangeiro." 

### El camino de la vida
Landeta escreveu o roteiro Tribunal de Menores, em parceria com seu irmão Eduardo. o qual pretendia dirigir. No entanto, Eduardo Garduaño, membro do Banco Nacional de Cinematografia a convenceu a vender seu roteiro. Seguindo seu conselho ela vendeu o roteiro ao diretor Alfonso Corona Blake, que rebatizou o filme como El camino de la vida (1956). Houve uma tentativa de  excluir o nome de Landeta dos créditos, mas ela acabou ganhando um processo e conseguiu manter seu reconhecimento e ser creditada. No entanto, devido a este incidente, o Banco Nacional de Cinematografia parou de apoiá-la, o que tornou quase impossível a continuidade de seu trabalho.
“El camino de la vida. Aqui está o Ariel. Meu irmão Eduardo e eu fizemos o enredo e foi dirigido por Alfonso Corona Blake. Foi seu primeiro e último filme. Bem, ele fez mais 100 depois, mas nenhum que merecesse honra ou mesmo que tenha uma menção. Mandaram o filme para Berlim e lá deram a ele o Prêmio da Imprensa Católica pelo enredo, nunca me entregaram ”.

### El rescate de las Islas Revillagigedo
Em 1983, junto com a atriz e jornalista Elda Peralta escreveu e editou o documentário El rescate de las Islas Revillagigedo (1986), de 33min. Usando material de arquivo filmado em 1957 pelo fotógrafo Luis Spota.

## Prêmios e reconhecimentos
- Prêmio Ariel, Ariel de Ouro, em 1957 de Melhor História Original pelo filme El camino de la vida.  O filme também recebeu Melhor Direção e dois outros prêmios em 1956 no Festival Internacional de Cinema de Berlim sob o nome de Alfonso Corona Blake .[12]
- Em 1975, Landeta foi homenageada pelo filme La negra Angustias na categoria Direção Feminina do Ano Internacional da Mulher. Este foi o primeiro reconhecimento que recebeu.
- Em 1979, recebeu Prêmio especial de direção em rádio, televisão e cinema por serviços meritórios à indústria cinematográfica mexicana.
- Em 1987, o Festival de Cine Femenino italiano homenageou Landeta e exibiu seus filmes.
- Em 1992, Ariel Awards lhe deu um prêmio honorário pelo conjunto de sua obra, em 1992
- Em 1986 recebeu um tributo do Festival de Cinema Cozinha de Imagens, Cidade do México e "Homenagem às pioneiras do cinema" no Festival de Cinema de Havana.
- Em 1987 recebeu um tributo da Revista Feminista de Cinema, Incontri Internazionale del Cinema, Sorrento, Itália.
- Em 1988, recebeu um tributo poelo Collective for Living Cinema, Nova York.
- Em 1989 na Retrospectiva de Cineastas Latino-Americanas, National Film Theatre, Londres. Festival Films des Femmes, Créteil, França.
- Em 1989–1990 Foi incluída na série "Révolte, Révolution, Cinéma" no Centro Georges Pompidou, Paris [9]

## Filmografia
Seu primeiro e segundo longa-metragens foram adaptações do romance Lola Casanova (1948) de Francisco Rojas González e La Negra Angustias (1949). Ela também co-escreveu e dirigiu Trotacalles (1951) 
| Year | Film                               | Role                                     |
| ---- | ---------------------------------- | ---------------------------------------- |
| 1933 | El compadre Mendoza                | Script Supervisor                        |
| 1933 | El Prisionero Trece                | Script Supervisor                        |
| 1933 | La Calandria                       | Script Supervisor                        |
| 1933 | Su Ultima Canción                  | Script Supervisor                        |
| 1935 | La Familia Dressel                 | Script Supervisor                        |
| 1935 | Vamonos con Pancho Villa           | Script Supervisor                        |
| 1937 | Aguila o Sol                       | Script Supervisor                        |
| 1938 | El Cobarde                         | Script Supervisor                        |
| 1939 | Con los Dorados de Villa           | Script Supervisor                        |
| 1940 | Amor de los Amores                 | Script Supervisor                        |
| 1942 | Jesuita en Chihuahua               | Script Supervisor                        |
| 1942 | Maria Eugenia                      | Script Supervisor                        |
| 1943 | Distinto Amanecer                  | Script Supervisor                        |
| 1943 | El As Negro                        | Script Supervisor and Assistant Director |
| 1943 | El Espectro de la Novia            | Script Supervisor and Assistant Director |
| 1943 | Flor Silvestre                     | Script Supervisor                        |
| 1943 | La Corte del Faraón                | Script Supervisor                        |
| 1943 | La guerra de los pasteles          | Script Supervisor                        |
| 1943 | La Mujer sin Cabeza                | Script Supervisor and Assistant Director |
| 1943 | Maria Candelaria                   | Script Supervisor                        |
| 1944 | Adan, Eva y el Diablo              | Assistant Director                       |
| 1945 | Cantaclaro                         | Script Supervisor                        |
| 1945 | Espinas de una Flor                | Assistant Director                       |
| 1945 | Flor de un Dia                     | Assistant Director                       |
| 1945 | Sinfonia de una Vida               | Script Supervisor                        |
| 1945 | Soltera y con Gemelos              | Script Supervisor                        |
| 1946 | Carita de Cielo                    | Assistant Director                       |
| 1946 | Don Simon de Lira                  | Assistant Director                       |
| 1946 | El Cocinero de mi Mujer            | Assistant Director                       |
| 1946 | Extraña Obsecion                   | Assistant Director                       |
| 1946 | La Fuerza de la Sangre             | Assistant Director                       |
| 1946 | La Herencia de la Llorona          | Assistant Director                       |
| 1946 | Rocambole                          | Assistant Director                       |
| 1946 | Se Acabaron Las Mujeres            | Assistant Director                       |
| 1947 | El Precio de la Gloria             | Assistant Director                       |
| 1947 | La Mala Gueña                      | Assistant Director                       |
| 1947 | Pecadora                           | Assistant Director                       |
| 1948 | Ahi Vienen los Mendoza             | Assistant Director                       |
| 1948 | Lola casanova                      | Writer, Producer, Director               |
| 1949 | La negra angustias                 | Writer, Producer, Director               |
| 1951 | Trotacalles                        | Writer, Procuder, Director               |
| 1956 | El camino de la vida               | Writer                                   |
| 1958 | Siempre estaré contigo             | Writer                                   |
| 1976 | Ronda Revolucionaria               | Writer                                   |
| 1986 | Rescate de las islas Revillagigedo | Writer, Producer, Director               |
| 1991 | Nocturno a rosario                 | Writer, Producer, Director               |